# Return to Forever

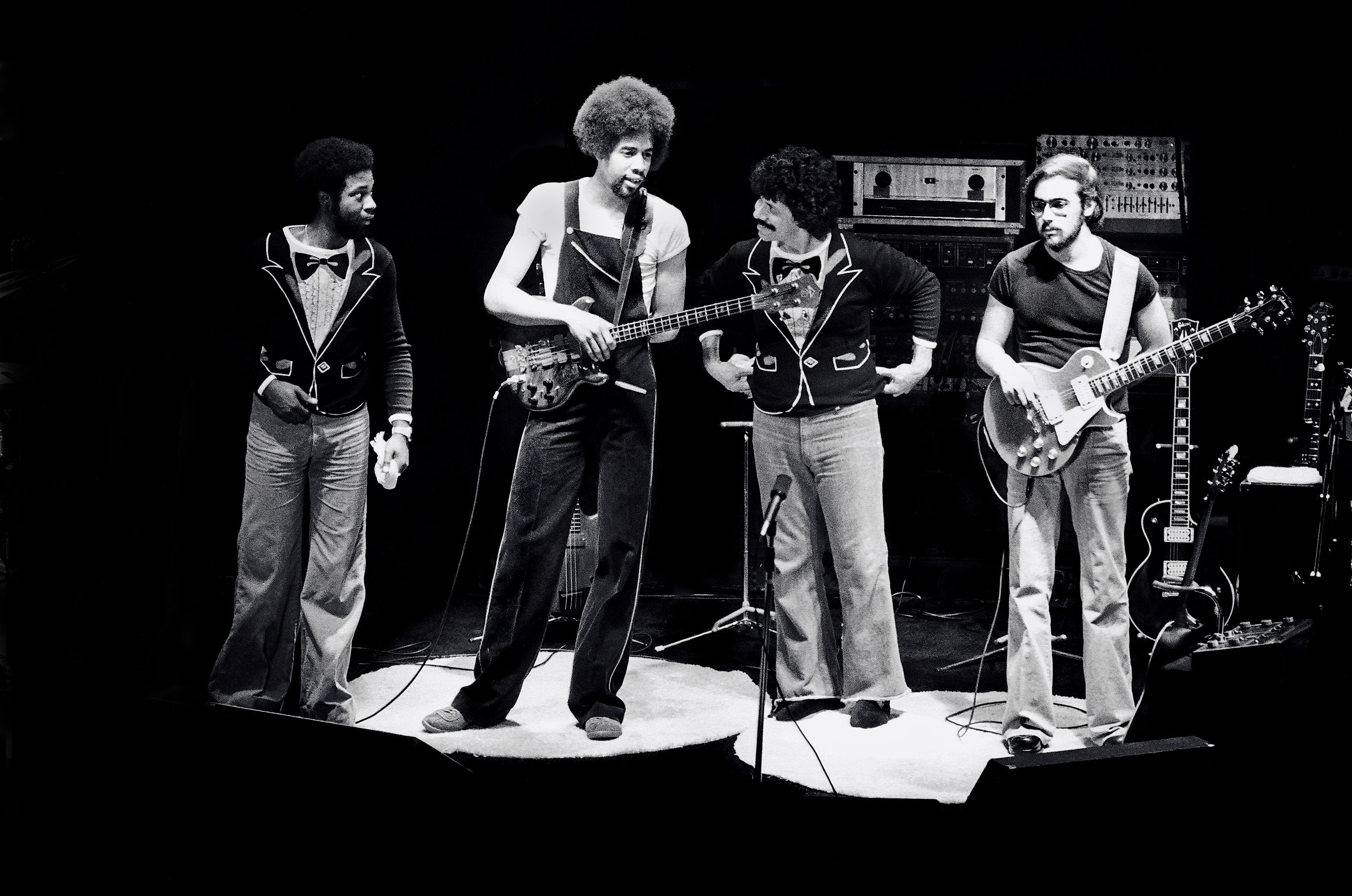
Return to Forever i Rochester, New York, 1976.

Return to Forever var en jazz fusiongrupp som bildades av jazzpianisten Chick Corea i början av 70-talet. 1975 vann de "Grammy Award for Best Jazz Performance by a Group".

## Medlemmar

### 1972
- Chick Corea - piano, keyboards
- Airto Moreira - Trummor och slagverk
- Stanley Clarke - Bas
- Flora Purim - Sång
- Joe Farrell - Flöjt och saxofon

### 1973
- Chick Corea - Piano, orgel, cembalo och keyboards
- Bill Connors - Akustisk- och Elgitarr
- Stanley Clarke - Bas och gitarr
- Lenny White - Trummor och Slagverk

### 1974-1975
- Chick Corea - Piano, orgel, slagverk och keyboards
- Al Di Meola - Akustisk- och Elgitarr
- Stanley Clarke - Bas och orgel
- Lenny White - Trummor och slagverk

## Diskografi
- 1972 – Return to Forever
- 1973 – Light as a Feather
- 1973 – Hymn of the Seventh Galaxy
- 1974 – Where Have I Known You Before?
- 1975 – No Mystery
- 1976 – Romantic Warrior
- 1977 – Musicmagic
- 1977 – RTF Live
- 1980 – Best of Return to Forever
- 1996 – Return To The Seventh Galaxy: The Anthology
- 1996 – This Is Jazz, Vol. 12